# Ojik geudaeman
Ojik geudaeman (오직 그대만?), noto anche con il titolo internazionale Always, è un film sudcoreano del 2011. Dall'opera è stato tratto anche un rifacimento giapponese: Kimi no me ga toikaketeiru (2020).

## Trama
L'ex-pugile Cheol-min si innamora della giovane Jung-hwa, ma il loro rapporto presenta fin da subito numerosi ostacoli: lui ha infatti un passato misterioso di cui non vuole parlare, mentre lei è cieca e sostanzialmente indifesa. Dopo averla salvata da uno stupro, Cheol-min si accorge però che la ragazza per lui significa tutto, e promette a sé stesso di impegnarsi al massimo per fare avere alla loro storia un lieto fine.

## Distribuzione
La pellicola ha goduto di una distribuzione a livello nazionale a cura della Showbox, a partire dal 20 ottobre 2011.